# 장 빅토르 마리 모로
장 빅토르 마리 모로(Jean Victor Marie Moreau, 1763년 2월 14일 ~ 1813년 9월 2일)는 프랑스 장군이자 나폴레옹 보나파르트의 힘이 되어주었으나, 훗날 라이벌이 되어 미국으로 추방당했다.

## 생애

### 젊은 시절
모로는 브르타뉴 모를레(Morlaix)에서 태어났다. 모로의 아버지는 성공한 법률가로 모로가 군대에 들어가는 것을 허락하지 않고 대신 렌 대학(University of Rennes)에서 법률을 공부하도록 강요했다. 젊은 모로는 법률에 좋은 성향을 보였으나 자유로운 학생 생활을 보냈다. 모로는 학위를 얻는 대신 학생시절부터 영웅이나 지도자로의 자질을 보여 지휘하거나 총괄하는 것을 좋아해 군대와 체질이 맞는다고 생각했다. 1789년에 일어난 학생운동은 모로가 주도했는데, 이 일상의 사건은 렌의 젊은 귀족들과 시민들 사이에서 주목을 받게 되었다.

### 초기 군사 경험

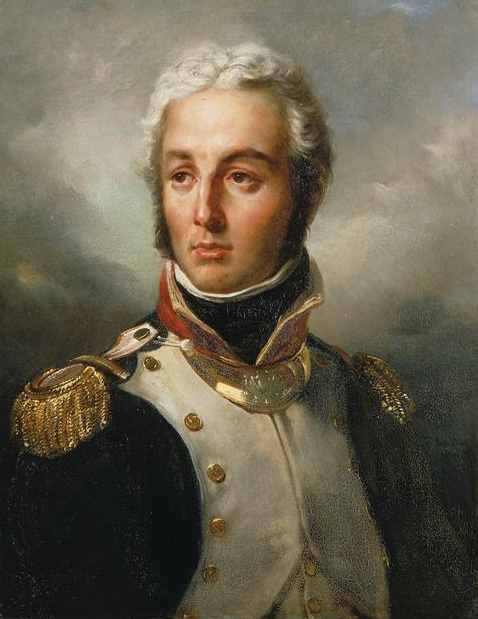
1792년 일에빌렌의 의용군 중령 시절의 모로.

1791년 모로는 일에빌렌(llle-et-Vilaine)의 의용군 중령으로 선출되어 샤를 프랑수아 뒤무리에의 지휘하에 근무하였고, 1793년 모로의 대대(battalion)는 좋은 명령을 받아 그의 고유의 군인다운 캐릭터와 공화정의 원칙에 따라 여단장으로 승진하는 길을 확보했다. 1794년 초기 라자르 카르노에 의해 모로는 사단장으로 승진했고, 플랑드르에서 샤를 피슈그뤼가 지휘하는 군대의 좌익을 맡았다.

### 특별한 은퇴

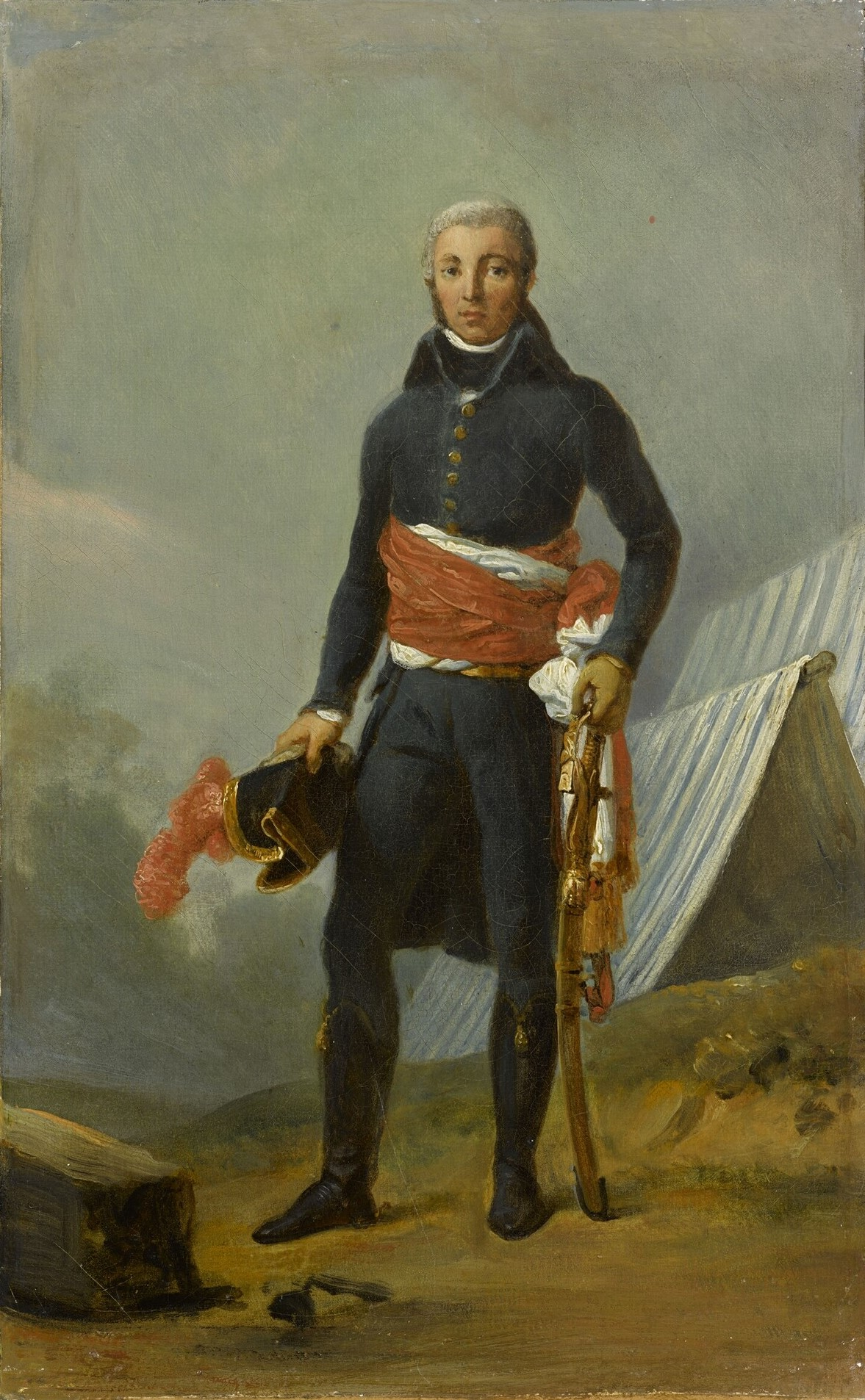
장 빅토르 모로

1794년 투르쿠앵 전투(Battle of Tourcoing)에서 모로는 군사적 명성을 쌓았고, 1795년 라인과 모젤의 군대를 맡아 지휘하면서 라인을 가로질러 독일로 진격했다. 모로는 첫 임무를 완벽하게 성공함과 동시에 여러 번 승리를 거두고 이사르(Isar)까지 통과했으나 마지막에는 테셴 공작 카를 대공에게 패배했다. 그렇지만 모로는 퇴각을 지휘하면서 솜씨를 발휘해 –이런 작전의 모델을 고려해- 개인적인 명성은 매우 높아졌고, 더욱이 그가 잘 해내고 되돌아올때 약 5,000명의 포로를 데리고 왔다.

### 음모
1797년 모로는 이후 자금과 물자의 부족이란 이유에도 불구하고 라인을 가로질러 나아갔으나 모로의 작전은 보나파르트와 오스트리아 사이에서 레오본 평화(Peace of Leoben)의 사전 작업의 결과에 따라 저지되었다. 이 시기 모로는 오랜 동료이자 사령관인 샤를 피슈그뤼와 콩데 공(Prince de Condé) 사이에서 왕래된 반역에 관련된 서신을 발견하였다. 모로는 이미 불충한 행위에 대한 비난을 받던 피슈그뤼의 옹호자였었다. 모로는 어리석게도 발견한 서신에 대해 내색하지 않았고, 그 결과 가장 작지만 일부 연루된 의심을 받게 되었다. 뒤늦게 모로는 반역자로써 피슈그뤼를 고발하는 성명서를 군에 발행했고, 결백을 주장하는 서신을 파리에 보냈다.
모로는 퇴역했지만 1799년 보나파르트의 부재와 승승장구하는 러시아 사령관 알렉산드르 수보로프를 저지하기 위해 상당한 노력과 경험이 있는 장군이 이탈리아에 필요해 재기용되었다. 모로는 이탈리아 군을 지휘해 작은 성공을 거두고, 짧은 시간 이전에 있었던 라인 군(Army of the Rhine)에 지명되었으나 이탈리아에서 자신의 후임자인 바르텔레미 카트린 주베르와 함께 남아 노비 전투(battle of Novi)때까지 싸우다 패배했다. 전투에서 주베르가 전사하자 모로는 제노바에서 군대의 철수를 지휘했고, 장 에티엔 샹피오네(Jean Étienne Championnet)에게 지휘권을 넘겨주었다. 보나파르트가 이집트에서 돌아오자 모로를 파리로 소환했고, 프랑스 독재 정부에 크나큰 불만을 가지고 있던 장군들과 공화당원들이 18 브뤼메르(18 Brumaire)의 쿠데타에서 모로를 지원해 성공했다. 모로는 군대를 지휘해 뤽상부르 궁전(Luxembourg Palace)에서 2명의 독재관을 감금시켰다.

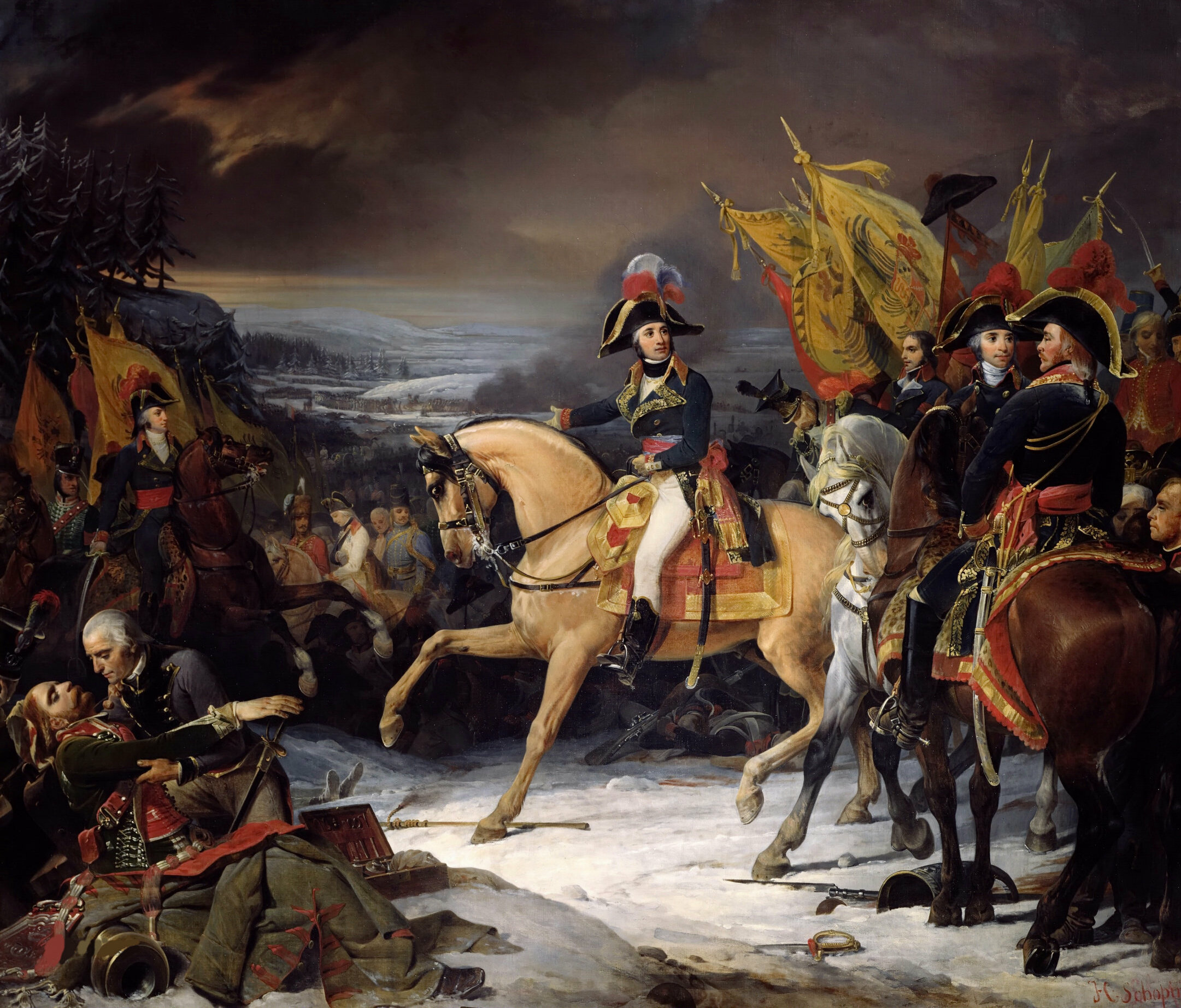
호엔린덴 전투.

그 보답으로 나폴레옹은 모로를 라인 군 사령관에 재임명했고, 모로의 군대는 이사르와 라인 강에서 오스트리아를 물러나게 했다. 모로는 파리에 돌아와 조제핀 드 보아르네의 친구인 크리올 여성인 밀르 위로(Mlle Hullot)라는 야심만만한 여성과 결혼했는데, 그는 밀르에게 사로잡혀 버렸다. 이후 몇 주의 시간을 보낸 후 독일에서 군대를 이끌고 경축할만한 호엔린덴 전투의 승리로 전역기간 그가 거둔 즐거움과 행운으로 해결되었다. 모로의 아내는 나폴레옹의 권력강화에 불만을 품은 사람들을 모았다. 이 "클럽 모로"(Club Moreau)를 나폴레옹은 성가시게 생각했지만 왕당파에게는 힘이 되었다. 모로는 공화국의 회복을 위해 군사 독재관을 맞이하는 것에 내키지 않았지만 루이 18세를 복권시키려는 음모에는 참여하지 않았다. 이 모든 것을 알게 된 나폴레옹은 모로를 공모자로 의심했다.
모로에 대한 비난은 커다란 압박을 일으키게 되었고, 보나파르트를 위시한 재판부는 뒤이어 모로에게 제1집정관의 이름으로 투옥이 아닌 추방이란 판결을 내려 관대한 처분을 내리는 것처럼 보이게 했다. 1804년 모로는 스페인을 거쳐 아메리카로 향하는 배에 올랐다.

### 미국으로 추방
모로는 아내와 함께 12월 뉴욕시에 도착했다. 모로는 이 지역에서 열정을 가지고 일을 얻으려고 했으나 모든 직장에서 근무를 거절당했다. 한동안 여행을 하며 보내던 모로는 트렌턴(Trenton)에서 몇마일 떨어진 델라웨어강(Delaware River) 근처 장원을 구입해 1806년 뉴저지에 정착하게 되었다. 모로는 1813년까지 그곳에서 살면서 낚시, 사냥, 친목 교제로 시간을 보냈다. 모로의 거주지는 모든 정치적 국외 망명자들의 피난처가 되었고, 외국의 힘을 빌려 나폴레옹을 상대로 모로가 칼을 들도록 권유하였다. 1812년 전쟁의 발발로 모로는 매디슨 대통령으로부터 미국 군대의 사령관직을 제의받았다. 모로는 기꺼이 받아들였지만 곧 러시아에서 대육군(Grande Armée)이 파멸했다는 소식을 접하고 유럽으로 돌아가기로 결심했다.

### 나폴레옹 적대자들 위한 조언과 죽음

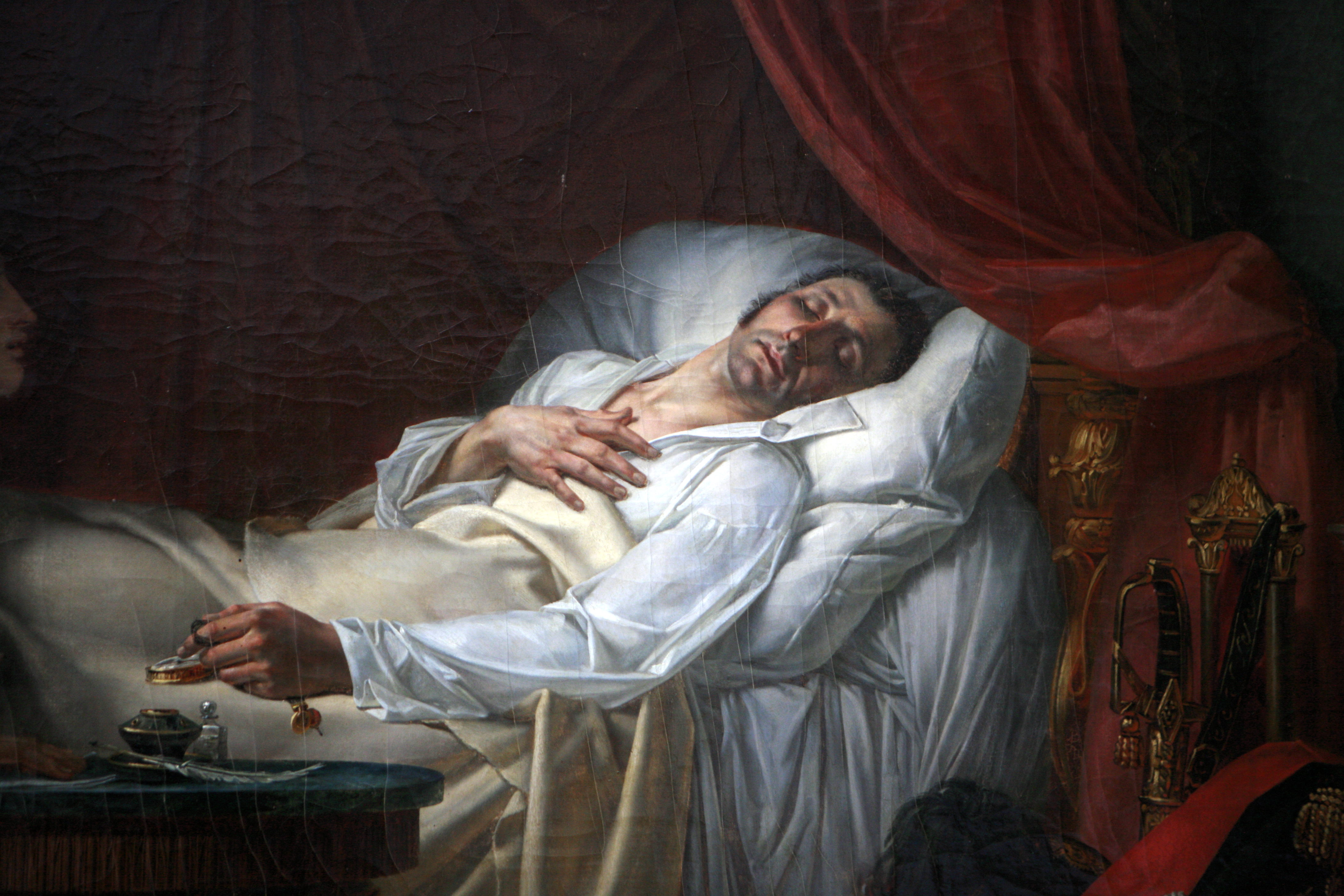
모로 장군의 죽음, 오귀스트 쿠더 (묘사)

모로는 아내의 선동으로 유럽에 돌아옴과 동시에 공화주의자 음모자들의 모임의 옛 친구들과 협상하기 시작했다: 이전 장바티스트 베르나도트, 현재 스웨덴의 카를 요한 공(훗날 국왕 스웨덴의 카를 14세 요한). 카를 요한과 차르 러시아의 알렉산드르 1세는 나폴레옹을 상대로 함께 군대를 일으켰고, 프로이센과 오스트리아를 이끌었다. 모로는 나폴레옹의 패배와 공화국 정부가 세워지는 것을 보기를 희망했다. 모로는 스웨덴과 러시아의 지도자들에게 프랑스를 패배시키는 가장 최선의 방법 등을 조언하는 역할을 맡았다. 모로는 1813년 8월 27일 드레스덴 전투에서 중상을 입고 차르와 대화를 나눈 뒤 라우니(Louny)에서 9월 2일 사망했다. 모로는 상트페테르부르크의 성 카타리나 가톨릭 교회(Catholic Church of St. Catherine)에 매장되었다. 모로의 아내는 차르로부터 연금을 받았고, 루이 18세로부터 원수(maréchal)의 지위를 하사받았으나 모로의 동향인들은 모로에 대해 이야기할 때 "변절자" 라며 뒤무리에와 피슈그뤼에 비유했다.

### 마지막 말
탁월한 재능을 소유한 나폴레옹에 비해 능력이 많이 떨어졌음에도 모로는 장군으로써 매우 높은 위치에 있었다. 모로는 숙련도와 정교함을 겸비하고 있었고, 압박 아래 진지함을 가지고 있었다. 모로는 아버지가 공포정치 시기에 기요틴형에 처해졌음에도 불구하고, 진실한 공화주의자였다. 모로의 마지막 말 "침착해라, 신사 여러분 ;이제 나는 죽는다"(Soyez tranquilles, messieurs; c'est mon sort," ("Be calm, gentlemen; this is my fate")의 암시는 자신의 모국을 공격하는 군대의 장군이 된 것을 후회하지 않는다는 확실치 않는 입장을 표현한 것이라고 생각된다.

## 유산
뉴욕의 모로 타운은 그의 이름에서 유래되었다.

## 참고 자료
- 본 문서에는 현재 퍼블릭 도메인에 속한 브리태니커 백과사전 제11판의 내용을 기초로 작성된 내용이 포함되어 있습니다.